# Sleparis
Sleparis è il nome, verosimilmente etrusco, di una donna associata a Faone.
Il nome Sleparis, scritto con l'alfabeto etrusco, appare in uno specchio etrusco, conservato nel British Museum, accanto all'immagine di una donna, coperta da un pallio, posta davanti all'immagine di Faone, il personaggio mitologico che, secondo una tradizione, sarebbe stato oggetto dell'amore della poetessa Saffo e causa della sua morte volontaria dalla rupe di Leucade. L'esistenza del nome Sleparis in ambito etrusco è testimoniato anche dall'iscrizione su un mattone tombale per una liberta di Chiusi conservato nel Museo Archeologico di Firenze. La stessa figura di donna coperta da un pallio, con un piccolo uccello nelle vicinanze, e posta davanti a Faone, è visibile in un altro specchio etrusco conservato nel Museo gregoriano etrusco: qui Faone è rappresentato mentre suona la lira e verosimilmente sta accompagnando la danza di una donna indicata come "Rutapis". Non abbiamo altre testimonianze classiche greco-latine sui rapporti di Faone con Sleparis e Rutapis. Nell'800 sono state fatte ricostruzioni più o meno fantasiose secondo le quali in genere Sleparis corrisponderebbe a Saffo.